# 1358

## Починали
- Жан Буридан, френски философ